# Wagharschak Harutjunjan

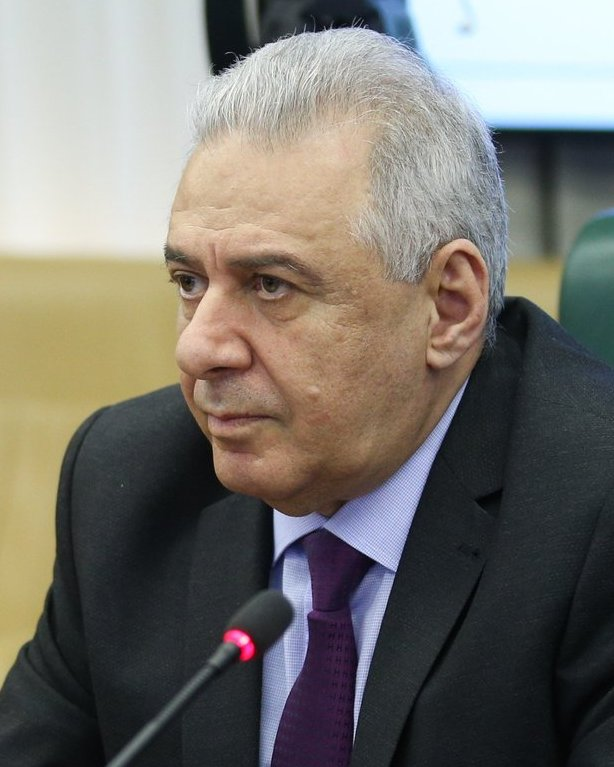
Wagharschak Harutjunjan (2022)

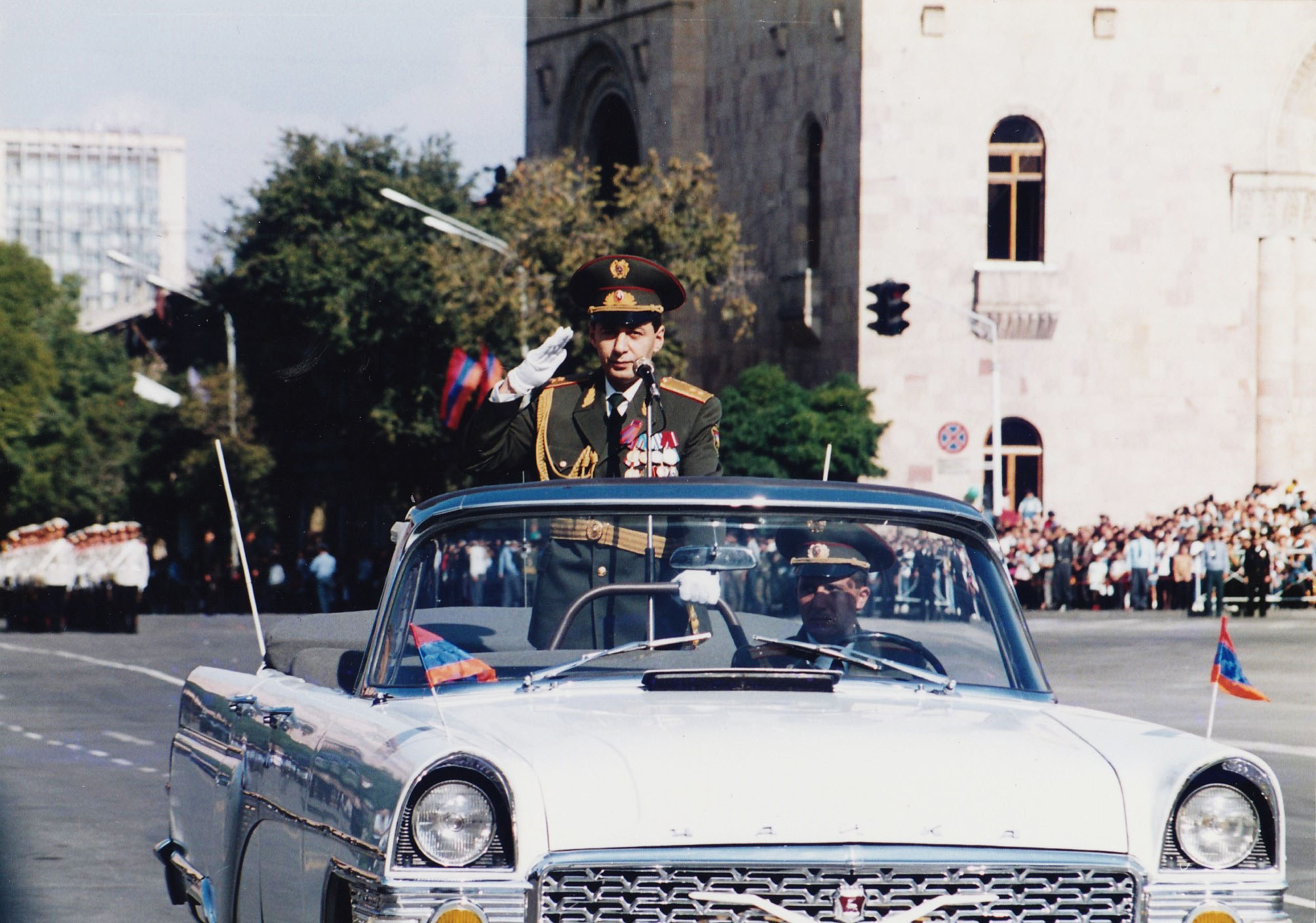
Harutjunjan in Paradeuniform im Jahr 1999

Wagharschak Harutjunjan (armenisch Վաղարշակ Հարությունյան, englisch Vagharshak Harutyunyan; * 28. April 1956 in Achalkalaki, Georgische SSR, Sowjetunion) ist ein armenischer Generalleutnant, Politiker und seit Januar 2022 Botschafter in Russland. Zuvor war er zwischen Juni 1999 und Mai 2000 erstmals und von November 2020 bis Juli 2021 erneut Verteidigungsminister der Republik Armenien.

## Werdegang
Im Jahr 1978 erhielt Harutjunjan seinen Abschluss an der Kaspischen Rotbanner-Offiziershochschule der Seestreitkräfte S.M. Kirow in Baku, Aserbaidschanische SSR. Anschließend diente er bis 1990 in der Sowjetarmee. 1991 erhielt er einen weiteren Abschluss von der Uschakow-Seekriegsakademie "Marschall der Sowjetunion A. A. Gretschko" im damaligen Leningrad (Sankt Petersburg).
Nach der Unabhängigkeit Armeniens von der Sowjetunion wurde er im Jahr 1991 Stellvertretender Innenminister und gleichzeitig Erster Vize-Vorsitzender des Verteidigungsausschusses der Republik Armenien. Von 1992 bis 1994 war er Stellvertretender Chef des Generalkommandos des Gemeinsamen Stabes der GUS-Streitkräfte und von 1994 bis 1999 Stellvertretender Stabschef für die Koordinierung der militärischen Zusammenarbeit zwischen den GUS-Mitgliedstaaten und Repräsentant der Streitkräfte der Republik Armenien. Harutjunjan war Teilnehmer des (ersten) Bergkarabachkrieges.
In den militärischen Rang eines Generalmajors wurde er 1994 und eines Generalleutnants im Jahr 1996 erhoben. 1998 absolvierte er die Militärakademie des Generalstabes der Streitkräfte der Russischen Föderation in Moskau.
Im Jahr 1999 wurde er während der Amtszeit von Präsident Robert Kotscharjan erstmals zum armenischen Verteidigungsminister ernannt, wurde jedoch im Jahr 2000 wieder von seinem Amt entbunden. Zusammen mit dem ebenfalls von seinem Amt entbundenen Premierminister Aram Sarkissjan gehörte Harutjunjan daraufhin zur politischen Führungsriege der 2001 gegründeten Oppositionspartei Republik. In Folge von Demonstrationen gegen die Regierung im April 2004 gehörte auch Harutjunjan, weiterhin Mitglied der Parteiführung, zu den über Hundert zeitweise festgenommenen Personen. Im Juni 2004 wurden er und der Republik-Parteisekretär Suren Surenjanz wieder aus der Haft entlassen.
Ab dem 19. August 2020 diente er als Hauptberater des Premierministers Nikol Paschinjan. Diese Funktion übte er jedoch nur drei Monate aus, denn im Zuge einer Regierungsumbildung in Folge des für die armenische Seite verlustreich ausgegangenen Bergkarabachkrieges 2020 wurde er in der Nachfolge von Dawid Tonojan als Verteidigungsminister in Paschinjans Regierungskabinett berufen. Am 20. Juli 2021 reichte Harutjunjan seinen Rücktritt ein. Nach der Parlamentswahl in Armenien 2021 ernannte Premier Paschinjan am 2. August 2021 den Generalmajor Arschak Karapetjan zum Nachfolger als Verteidigungsminister.
Harutjunjan wurde am 5. Januar 2022 zum Außerordentlichen und Bevollmächtigten Botschafter Armeniens in der Russischen Föderation ernannt. Er ersetzte Wardan Toghanjan, der zeitgleich als Botschafter abberufen wurde.

## Ehrungen und Auszeichnungen
- Medaille "Für Verdienste um das Mutterland"
- Medaillen, Orden und andere hohe staatliche Auszeichnungen von Armenien, der Republik Arzach, Russland, der Sowjetunion, Belarus, Bulgarien, Tadschikistan und einer Reihe anderer Länder
- Auszeichnung mit einer nominalen Waffe durch den armenischen Verteidigungsminister Wasken Sarkissjan und den russischen Verteidigungsminister Pawel Gratschow[1]

## Privates
Harutjunjan ist nach eigenen Angaben fließend in Russisch und Englisch. Er ist verheiratet.